# پیتر شیلت
پیتر شیلت (سوئدی: Peter Schildt؛ زادهٔ ۹ ژوئن ۱۹۵۱) کارگردان فیلم، کارگردان نمایش، بازیگر و فیلم‌نامه‌نویس اهل سوئد است.
از فیلم‌ها یا سریال‌های تلویزیونی که وی در آن نقش داشته‌است، می‌توان به قتل‌های ساندهام، آوگوست استریندبری: یک عمر، اودالن ۳۱ و ویکتوریا اشاره کرد.